# Baron Geneville
Baron Geneville (auch Genevill) war ein erblicher britischer Adelstitel in der Peerage of England.

## Verleihung und Geschichte des Titels
Der Titel wurde am 6. Februar 1299 von König Eduard I. für seinen aus der Champagne stammenden Gefolgsmann Geoffrey de Geneville (frz. Geoffroy de Joinville) geschaffen, indem dieser durch Writ of Summons zum königlichen Parlament einberufen wurde.
Seit seinem Tod am 21. Oktober 1314 ruhte der Titel, da keiner seiner Nachkommen den Titel formell wirksam beanspruchte. Sein ältester Sohn und Erbe, Piers de Geneville, war bereits um 1292 gestorben, hatte aber drei Töchter hinterlassen, von denen nur die älteste, Joan de Geneville, die mit Roger Mortimer, 1. Earl of March verheiratet war, Nachkommen hatte. Als 1461 deren Ur-ur-ur-ur-urenkel als Eduard IV. zum König gekrönt wurde, verschmolz auch der de-iure-Anspruch auf den Baronstitel mit der Krone und erlosch damit endgültig.

## Liste der Barone Geneville (1299)
- Geoffrey de Geneville, 1. Baron Geneville (um 1226–1314) (Titel ruhend 1314)